# Luís Maria Loureiro da Cruz e Silva
Luís Maria Loureiro da Cruz e Silva (Santiago do Cacém, Santiago do Cacém, 13 de Março de 1920 - ?) foi um advogado, empresário agrícola e político português.

## Biografia
Licenciado em Direito pela Faculdade de Direito da Universidade de Lisboa, desempenhou as funções de Notário e de Delegado do Ministério Público interino.
Mais tarde, foi nomeado Representante no Conselho Municipal e Vereador da Câmara Municipal da vila alentejana de Santiago do Cacém. Nesta qualidade, foi Procurador ao Conselho Distrital e Vogal e Vice-Presidente da Junta Distrital do Distrito de Setúbal.
Exerceu, ainda, as funções de Vogal da Comissão de Planeamento da Região de Lisboa, Presidente do Grémio da Lavoura de Santiago do Cacém e Mesário da Santa Casa da Misericórdia da mesma localidade.
Foi Deputado à Assembleia Nacional na XI Legislatura (1973-1974) pelo Círculo Eleitoral de Setúbal, tendo integrado, como Vogal, a Comissão de Economia. Durante a Legislatura, usou da palavra uma única vez, nos primeiros dias de Abril de 1974, para chamar a atenção sobre as preocupações de natureza económica e social existentes na zona rural do Distrito de Setúbal, numa perspectiva de conciliação da política de ordenamento do território, com vista a não deixar deprimir ainda mais as zonas rurais circundantes dos grandes núcleos urbanos e industriais do eixo Setúbal-Sines.